# El Eucaliptus
El Eucaliptus, auch als Pueblo Eucaliptus bezeichnet, ist eine Ortschaft in Uruguay.

## Geographie
Sie befindet sich auf dem Gebiet des Departamento Paysandú in dessen Sektor 9. Orte in der näheren Umgebung sind Gallinal und Cerro Chato im Westen, Pueblo Federación in südsüdwestlicher Richtung und Cañada del Pueblo im Südosten. Nordöstlich von El Eucaliptus entspringt der Arroyo Gualeguay, der auch durch die Ortschaft fließt.

## Infrastruktur
An El Eucaliptus führen die Ruta 4 und die Ruta 26 vorbei.

## Einwohner
Für El Eucaliptus wurden bei der Volkszählung im Jahr 2004 401 Einwohner registriert.
| Jahr | Einwohner |
| ---- | --------- |
| 1963 | 145       |
| 1975 | 235       |
| 1985 | 176       |
| 1996 | 214       |
| 2004 | 401       |

Quelle: Instituto Nacional de Estadística de Uruguay